# Matka
Matka je lidská bytost, žena, která se sama identifikuje jako něčí matka bez ohledu na to, zda dítě porodila nebo neporodila. Matka je subjekt s individuálními potřebami a prožíváním, který vstupuje do dobrovolných vztahů s ostatními jedinci včetně svých dětí.[zdroj⁠?!]
Matka je biologický nebo sociální samičí rodič dítěte nebo potomka, zatímco samčí rodič je otec. Vztah matky k potomku se nazývá mateřství (maternita).
U živorodých savců, mezi něž patří např. i lidé, matka vynosí mládě (zvané ze začátku embryo, pak plod) v děloze od oplodnění po dosažení porodní velikosti. Po porodu prsa či jiné mléčné žlázy matky produkují mléko pro krmení mláděte. U ptáků a většiny plazů a obojživelníků matky snášejí vejce, ve výjimečných případech rodí živá mláďata (tzv. viviparie či ovoviviparie). U bezpohlavních organismů či organismů nepohlavně se rozmnožujících pak termín „matka“, či spíše „mateřský organismus“ někdy označuje obecně „rodiče“. U jednobuněčných organismů reprodukujících se dělením mluvíme o mateřských buňkách produkujících buňky dceřiné.

## Matka podle českého práva
Matkou dítěte je žena, která dítě porodila. Česká republika v současnosti právně neupravuje náhradní mateřství a jeho dopady.
Matka je fyzická osoba, způsobilá mít v mezích právního řádu práva a povinnosti (je subjektem práva). Měla by být svéprávná (pokud nebyla její svéprávnost omezena), tzn. měla by mít způsobilost nabývat pro sebe vlastním jednáním práva a zavazovat se k povinnostem.
Matka má právo na lidskou svobodu a důstojnost, stejně jako přirozené právo brát se o vlastní štěstí a štěstí vlastní rodiny (takovým způsobem, aby nebyla bezdůvodně nikomu způsobena žádná újma). Rodina, rodičovství a manželství požívají zvláštní právní ochrany.

### Příbuzenství matky k dítěti
Občanský zákoník vychází z toho, že blízkými člověku jsou především jeho nejbližší příbuzní. Příbuzenství je založeno na pokrevním poutu mezi lidmi, jeden člověk pochází od druhého (např. matka a její dítě). Narozením dítěte vzniká mezi ním a matkou příbuzenství v přímé linii v 1. stupni a tento poměr se neruší.

### Kdo je matkou
Matkou dítěte je žena, která dítě porodila. Porod je tak jedinou právní skutečností pro rozhodnutí otázky mateřství. Matka je na rozdíl od otce vždy jistá a může před soudem či před matričním úřadem učinit prohlášení o tom, kdo je otcem dítěte. Uznání otcovství souhlasným prohlášením matkou není možné, je-li matka dítěte duševně nemocná a nemůže tak posoudit význam svého prohlášení.
Matkou dítěte se může stát žena i jinak, než biologicky, a to na základě pouta vytvořeného právem. Vzniká tak rodičovství právní cestou. Tato cesta je označována jako osvojení.

### Práva a povinnosti matky
Práva a povinnosti matky spojená s osobností dítěte a práva a povinnosti osobní povahy jí vznikají narozením dítěte a zanikají nabytím jeho zletilosti. Účelem těchto povinností a práv k dítěti je zajištění jeho morálního a hmotného prospěchu. Matka, jako rodič dítěte, a dítě mají vůči sobě ze zákona navzájem povinnosti a práva, kterých se nemohou vzdát. Matka je povinna jít dítěti příkladem.

#### Práva a povinnosti matky vůči dítěti
- Statusová práva, jež jsou podmíněna samotnou podstatou vztahu, který nutně existuje mezi rodičem a dítětem a jsou dána právním postavením rodičů a dětí (právo určit jméno a příjmení dítěte, právo dát souhlas k osvojení, právo prohlásit rodičovství apod.)[11]
- Rodičovská odpovědnost představuje péči o zdraví, rozumový, citový a mravní vývoj dítěte, zahrnuje také jeho zastupování a správu jeho jmění (např. povinnost bezpečně nakládat s peněžními prostředky, povinnost odevzdat dítěti spravované jmění) a vyžaduje osobní styk rodičů s dítětem. Jedná se o běžná pravidla a zkušenosti spořádaných rodin.[12] Tato odpovědnost matce neodpadá ani v případě, kdy je dítě svěřeno do péče jiné osobě.
- Vyživovací právo a povinnost – výživné lze přiznat, jestliže oprávněný není schopen sám se živit.[13] Vyživovací povinnost dětí má přednost před ostatními vyživovacími povinnostmi v přímé rodinné linii. Je-li dítě svěřeno do péče jiné pečující osobě nežli matce, nemá to vliv na nárok dítěte na výživné vůči matce.[14]

Výchovné prostředky může matka použít v míře, která je přiměřená okolnostem a neohrožuje zdraví dítěte ani jeho rozvoj a nedotýká se lidské důstojnosti dítěte.
Matka má právo žádat o navrácení dítěte do péče, je-li to v souladu se zájmy dítěte. Je kladen důraz na zachování vazeb dítěte s matkou: matka má právo stýkat se s dítětem osobně a pravidelně, nerozhodne-li soud jinak. Nevýznamnějším právem (i povinností) matky je v případě rozvodu manželství právo na osobní styk s dítětem. Má-li v péči dítě matka, pak je povinna jej na styk s otcem řádně připravit, umožnit mu jej a v potřebném rozsahu s otcem dítěte spolupracovat (§ 888 občanského zákoníku). To znamená, že matka je povinna spolupracovat s otcem dítěte při výkonu práva osobního styku.

#### Omezená odpovědnost matky
Rodičovskou odpovědnost (její trvání a rozsah) může změnit pouze soud. Odpovědnost je matce omezena v případě, že je nezletilá a není plně svéprávná.

### Matka a uspokojování potřeb rodiny
Matka – jako rodič – má vedle osobní péče o rodinu a o její členy povinnost poskytovat majetková plnění k uspokojování potřeb rodiny (povinnost přispívat na potřeby rodiny dle svých majetkových možností tak, aby byla rodinná úroveň členů rodiny srovnatelná). Podle občanského zákoníku jsou kritériem pro rozsah péče o rodinu obou manželů (rodičů dětí) také osobní poměry manželů. Je-li nezletilé dítě, které nenabylo plné svéprávnosti, svěřeno do péče otce, z důvodu, že matka opustí rodinnou domácnost bez zjevného důvodu a odmítá se vrátit, pak je matka povinna přispívat na náklady rodiny. Opustí-li rodinu za stejných okolností otec, pak pro něho platí totéž a matka se může domáhat právní ochrany u soudu, nedohodne-li se s manželem na podstatných záležitostech rodiny (způsob života rodiny, umístění domácnosti).

### Matka a překážka rozvodu manželství
Matka se s otcem nezletilého dítěte nemůže rozvést, jestliže by rozvod byl v rozporu se zájmem nezletilého dítěte manželů, které nenabylo plné svéprávnosti.

### Matka a druhy péče po rozvodu manželství
Soud může svěřit dítě do péče matky, otce, do střídavé či do společné péče. Soud může rovněž svěřit dítě do péče jiné osoby, než je rodič. V tomto případě je však zapotřebí souhlasu matky i otce. Výjimkou je situace, kdy matka o dítě nejeví soustavný zájem, a tím trvale a zaviněně porušuje rodičovskou povinnost (po dobu nejméně třech měsíců od chvíle, kdy o dítě projevila zájem a kdy na důsledky svého jednání byla upozorněna orgánem sociálně právní ochrany dětí). V případě rozhodování o svěření dítěte do péče matky bere soud také ohled na její výchovné schopnosti, na stálost výchovného prostředí a zda v její péči bude mít dítě lepší předpoklady zdravého a úspěšného vývoje, nežli u osoby jiné.
Ačkoliv občanské právo sleduje za cíl, aby byla uzavírána manželství (aby se děti rodily do stabilizovaného prostředí), aby matkou dítěte byla žena vdaná, nemusí mít v dnešní společnosti svobodná matka obavy ze společenského odsouzení. Práva a povinnosti vůči dítěti náleží oběma rodičům zásadně stejně, ve stejném rozsahu matce i otci. Ve výjimečné situaci nebezpečí z prodlení může jen jeden z rodičů rozhodnout sám a následně má pak povinnost informovat druhého rodiče o stavu věcí.

## Česká synonyma

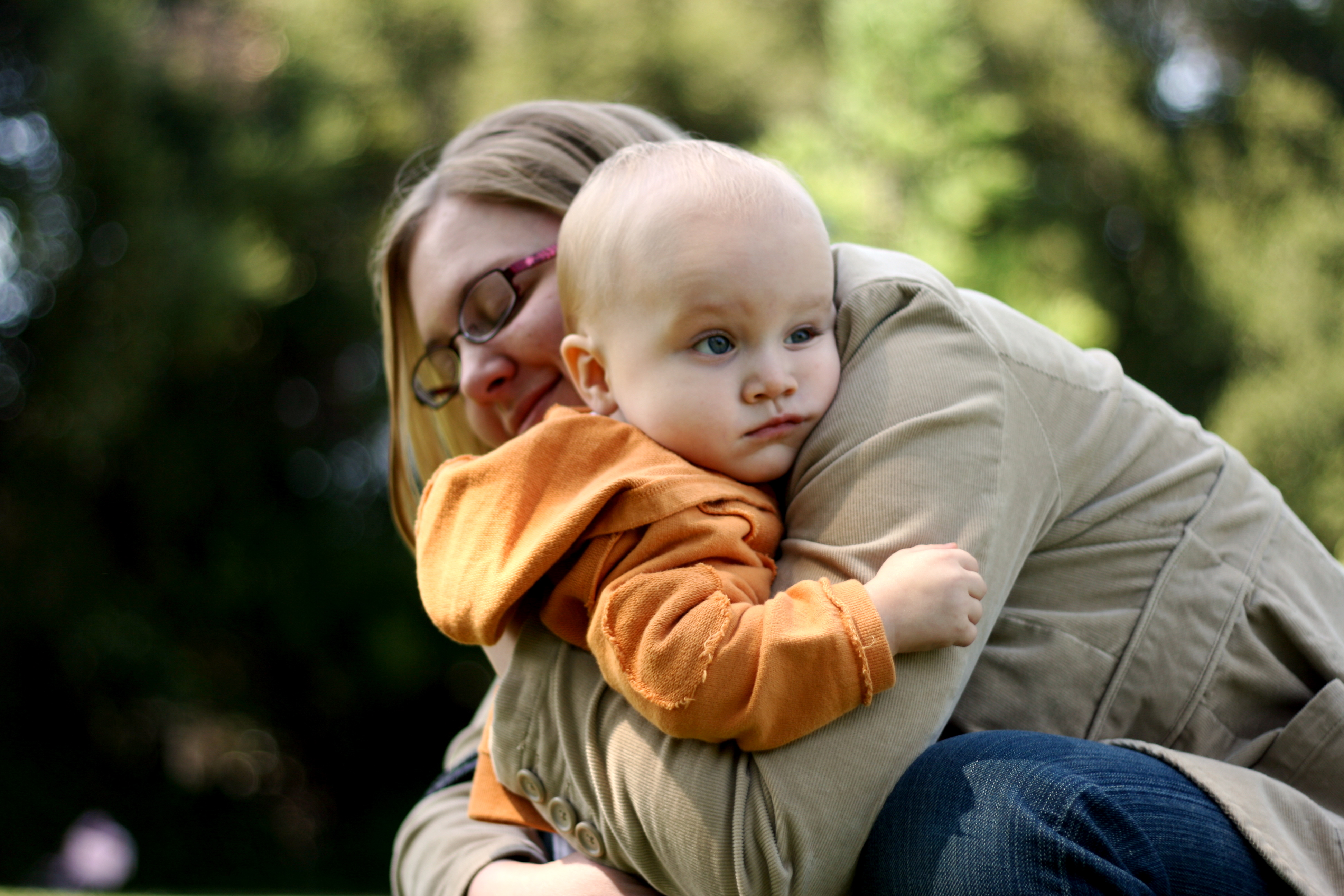
Matka a dítě

Familiární či hovorové výrazy pro matku v češtině jsou:
- maminka
- mamka
- mamča, mamina, mamuška
- máma (tradičně v okrajových oblastech Čech)
- mama (na Moravě a především ve Slezsku)
- mami (jako oslovení, zejména v jihozápadních Čechách a na západní Moravě, na Plzeňsku i mimo vokativ jako nesklonný tvar)
- mamička (Slovácko)
- maměnka (Valašsko)
- matička (Opavsko, Olomoucko)
- máti (poněkud knižně a tradičně na okrajích severovýchodních Čech)
- mámula, mámulka, mamulka (Těšínsko)

## Slovo matka v jiných jazycích
Výraz označující matku se v mnoha různých jazycích skládá z hlásek, které jsou nejjednodušší na výslovnost: obouretné souhlásky [m] a otevřené samohlásky [a]. Příklady slova matka s výslovností podobnou češtině v cizích jazycích:
- Mama polsky, slovensky a rusky
- Māma v mandarinštině
- Maman v francouzštině a perštině
- Mamma v italštině
- Ema v estonštině
- Mãe v portugalštině
- Ami v paňďžábštině
- Mama ve svahilštině
- Eema (אמא) v hebrejštině
- Umma (엄마) v korejštině
- Mom nebo mommy v anglofonních zemích a v nizozemštině
- Mum nebo mother v Anglii
- Ma, Mam nebo Mammy ve Skotsku, v USA a v Irsku
- Maa, Amaa, Maataa v Indii a přilehlých zemích
- Mama vypůjčené z angličtiny, je v běžně používáno v Japonsku.

- V mnohých asijských kulturách na jihu a na Středním východě je matka známá jako amma, oma, ammi, ummi a podobně. Mnohokrát tyto výrazy označují náklonnost nebo úkol matek jako roli v životě dítěte.[ujasnit]

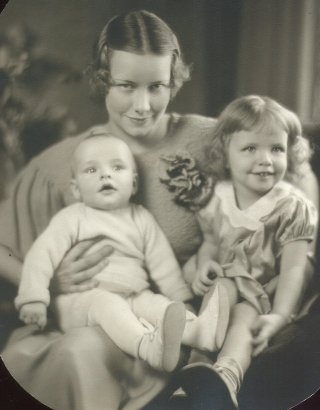
Matka s dětmi

## Písně věnované matce (výběr)

### České
- Kdybych tě mámo neměl – Karel Hegner a Ivana Brožová – (Petr Fink/Václav Babula)
- Máma – Lunetic – (h:/t:)
- Mamince k svátku – více interpretů – (Karel Bílek/Karel Bílek) – mazurka
- Maminka – Bob Frídl – (Charles Aznavour/O. Mann)
- Pro mámu – Holki – (h:/t:)
- To slůvko maminka – Karel Hegner a Ivana Brožová – (Petr Fink/Věra Urbánková)
- Máma – SPS

### Slovenské
- Ďakujem Ti Mama – Jadranka – (Jadranka/Jadranka)
- Keby som bol vtáčkom – více interpretů – (Mikuláš Schneider-Trnavský/Ferko Urbánek)
- Mama – Rytmus – (Rytmus/Rytmus)
- Mama – Tublatanka – (h:/t:)
- Mama je mama – Michaela Pašteková – (h:/t:)
- Mamičke k sviatku – Miroslav Švába – (Ferdinand Brehovský/Vladimír Pospíšil)
- Mamky slovenské mamičky – více interpretů – (Karol Vait/Pavol Čády)
- Mamulienka moja – Darina Laščiaková – (Milan Novák/Boris Droppa)
- Materinská moja reč – více interpretů – (lidová píseň/lidová píseň)
- Najkrajšia hviezdička – František Krištof Veselý, Bea Littmanová – (Gejza Dusík/Pavol Čády)
- Povedz mi mamička – Kmeťoband – (h:/t:)
- Tak sa neboj mama – Tweens – (h:/t:)
- Vďačiť ti chcem mama – více interpretů – (h:/t:)
- Veľmi ťa ľúbim mama – Ivetka Gregušová – (Pavel Zajáček a Ján Greguš/Ján Greguš)
- Vlasy ti kvitnú mamička – Melánia Olláryová – (Karel Valdauf/Helena Slivková)

### Ve světě
- Mama – Genesis – (h:/t:)
- Mama I Love You – Sean Paul – (Sean Paul/Sean Paul)
- Mamma – více interpretů – (Cesare Andrea Bixio/Bruno Cherubini)